# 中国共产党第七届中央委员会第一次全体会议
中國共產黨第七屆中央委員會第一次全體會議（簡稱中共七屆一中全會）於1945年6月19日在陝北延安楊家嶺召開。
會議選舉毛澤東、朱德、劉少奇、周恩來、任弼時、陳雲、康生、高崗、彭真、董必武、林伯渠、張聞天、彭德懷為中央政治局委员；毛泽东、朱德、刘少奇、周恩来、任弼时为中央书记处书记（五大书记）；毛澤東為中央委员会主席、中央政治局主席、中央書記處主席。任弼时为中共中央秘书长，李富春为副秘书长。毛泽东正式成为中共最高领导人，此后终身担任中央委员会主席的职务。